# 대합초등학교
대합초등학교는 대한민국 경상남도 창녕군 대합면 십이리에 있는 공립 초등학교이다.

## 연혁
- 1921년 8월 31일 설립인가
- 1922년 6월 3일 창곡공립보통학교 개교
- 1938년 4월 1일 대합공립심상소학교로 개칭
- 1941년 4월 1일 대합공립국민학교로 개칭
- 1981년 3월 1일 병설유치원 개원
- 1986년 3월 1일 특수학급설치(1학급)
- 1996년 3월 1일 대합초등학교로 개칭
- 1998년 3월 1일 모전초등학교 본교로 통합
- 1999년 3월 1일 용호초등학교, 구룡초등학교 본교로 통폐합
- 2009년 5월 16일 급식소 및 다목적강당 개관
- 2019년 2월 13일 제92회 졸업장 수여식 11명(총6,167명)
- 2019년 3월 1일 김용숙 교장선생님 부임

## 상징
- 교화 - 장미 : 장미과에 속하는 낙엽관목으로 봄에서부터 가을철에 걸쳐 꽃이 피며 자태가 아리땁고 향기가 고우며 아름다워서 관생용으로 높게 평가된다.
- 교목 - 소나무 : 구과목 소나무과의 상록침엽 교목으로 사시사철 푸르름을 자랑한다. 나무결이 좋으며 습기를 잘 견디고 우뚝 솟은 모습은 높은 기상을 상징한다.

## 참고 자료
- 대합초등학교 - 한국교육학술정보원 학교알리미